# Fred Klein
Fred Klein (* 8. April 1898 in Bandoeng, Niederländisch-Indien als Friedrich Franz Albert Klein; † 24. April 1990) war ein niederländischer Maler, der die meiste Zeit seines Lebens in Frankreich verbrachte. Teilweise ist er auch unter Frits Klein gelistet. Er ist der Vater des Malers Yves Klein (1928–1962), ein Sohn aus seiner ersten Ehe mit der Malerin Marie Raymond (1908–1989).

## Leben
Kleins Eltern waren Niederländer. Die Familie kehrte, als er fünf Jahre alt war, in ihr Herkunftsland zurück. Als Klein beschloss, Maler zu werden, zog er 1919 zunächst nach Paris und wurde unter anderem von André Lhote unterrichtet. Ab 1926 lebte er mit seiner Frau Marie Raymond in der niederländischen Künstlerkolonie Cagnes-sur-Mer in Südfrankreich, bis der Zweite Weltkrieg ausbrach und sie nach Paris zurückkehrten. 1960 heiratete er die britische Künstlerin Ursula Bardsley.

## Werk
Zu seinen Motiven gehörten vor allem farbenfrohe Strand-Szenen sowie Blumen und immer wieder Pferde. Zu seinen Techniken gehörten Pastellmalerei und Aquarellmalerei.

## Ausstellungen (Auswahl)
- 1968, Nimwegen
- 1978, Amsterdam: das Van Gogh Museum zeigte eine Retrospektive zu Kleins 80. Geburtstag